# Carlos Moreno (urbanista)
Carlos Moreno (Tunja, 16 de abril de 1959) es un urbanista, científico y exguerrillero francocolombiano.
Es conocido por el concepto de la ciudad de los 15 minutos o ciudad del cuarto de hora.

## Biografía
Nació en Tunja, vivió en Cali, estudio ingeniería y se vinculó a la guerrilla del Movimiento 19 de abril (M-19).
Llegado a Francia en 1979, como refugiado político, naturalizado en 1992, Carlos Moreno fue acogido en 1981 y trabajó con equipos de la Universidad Paris-Sud que, en el campus de Cachan, estuvieron entre los primeros equipos de investigación en Francia en trabajar en robótica industrial gracias a una asociación creada en 1982 con Renault.
En 1991, participó en la creación de la Universidad de Évry-Val d'Essonne (UEVE) junto a su primer rector, Michel Fayard, donde fue nombrado profesor asociado en 1994 y posteriormente, en 2000, profesor de universidades.
En 1995, se incorporó a una Unidad de Investigación conjunta del CNRS en la Universidad de Evry-Val d'Essonne, LaMI, dirigida por el profesor Michel Israël, donde creó y dirigió el equipo Distributed Adaptive and Reactive Systems (SyDRA).
Cuando Génopole se creó en Évry en 1998, unió fuerzas con los equipos liderados por su fundador, Pierre Tambourin, para participar en acciones de transferencia de tecnología a la industria.
El equipo de robots móviles Real MagiCol, robots creados por Carlos Moreno y sus investigadores, representó a Francia en la RoboCup de 1998 en París y en Estocolmo en 1999 (Middle-Size Robot League).
Con el apoyo del Ministerio de Relaciones Exteriores de Francia, la ex ORSTOM (IRD) y Colciencias en Colombia, Carlos Moreno participó en la fundación en 1991 de una de las primeras redes sociales -antes de Internet- orientadas a la diáspora científica, la Caldas International Network, de investigadores colombianos en el exterior. ORSTOM - IRD la estudió como uno de los ejemplos pioneros de enfoques de fuga de cerebros. Carlos Moreno fundó y presidió el Nodo de París (1994).
Carlos Moreno, en representación del Comité Richelieu, fue una de las personalidades escuchadas en 2006 por la Comisión de Asuntos Culturales, Familiares y Sociales de la Asamblea Nacional de Francia, presidida por el Prof. Jean-Michel Dubernard sobre el Programa de Investigación.
En diciembre de 2008, Carlos Moreno, en representación del Comité Richelieu, firmó con la Subdirectora General de Oséo, Laure Reinhart, y el Consejero Delegado de INRIA, Michel Cosnard, la extensión del Pacto PYME al mundo de la Investigación.
Después de haber desarrollado una actividad científica en robótica e inteligencia artificial distribuida (IAD) en colaboración con la industria, fundó una de las primeras start-ups en el campus de Évry en abril de 1998, Sinovia, de la que era CEO, para desarrollar tecnologías para la ciudad inteligente y sostenible.
Sinovia, comprada en 2011 por Cofely Ineo, grupo GDF Suez, Carlos Moreno se convierte en asesor científico de su presidente, Guy Lacroix.

## Trayectoria
El 10 de octubre de 2020, Carlos Moreno es la personalidad francesa que participa, junto con otras 39 personas, en el lanzamiento de la iniciativa mundial sobre el clima "Countdown". Junto con Antonio Gutierres, el papa Francisco, el exvicepresidente estadounidense Al Gore, la presidenta de la Unión Europea Ursula von der Leyen, el príncipe Guillermo y la actriz y activista Jane Fonda, se lanzó un llamamiento para intensificar la lucha por el clima. El concepto de ciudad de 15 minutos fue una de las iniciativas propuestas para las ciudades.
En junio de 2021, Carlos Moreno fue nombrado copresidente de la red científica y técnica francesa sobre arquitecturas en entornos extremos, RST ARCHES.

Carlos Moreno fue uno de los ponentes invitados del 11.er Foro Urbano Mundial que tuvo lugar del 26 al 30 de junio de 2022 en Katowice, Polonia. La ciudad de15 Minutos es una de las seis recomendaciones clave, citadas por la directora ejecutiva de ONU-HABITAT, Maimunah Mohd Sharif, en su discurso de clausura
"3) Adopción del concepto de "la ciudad de 15 minutos", cuyo principio subyacente es que las necesidades cotidianas están al alcance de la mano en todos los barrios, en un trayecto de 15 minutos"
El Informe Urbano Mundial 2022 presentado en esta ocasión, menciona la importancia estratégica de esta recomendación, que también se recoge en el comunicado de prensa publicado el 29 de junio por ONU-Hábitat.

## Premios y distinciones
- El 11 de junio de 2019 recibió la Medalla de Prospectiva 2019 de la Academia de Arquitectura de Francia.[16]
- El 4 de octubre de 2021, Día Mundial del Hábitat,[17] la Fundación danesa Henrik Frode OBEL[18] anunció la concesión del Premio OBEL[19] por su contribución a una mejor calidad de vida e impacto internacional con la ciudad de 15 minutos.

Se le entregó el 21 de octubre de 2021 durante una ceremonia oficial en el Ayuntamiento de París en presencia de la alcaldesa de París, Anne Hidalgo. 
- El 18 de noviembre de 2021, en el Smart City Expo World Congress de Barcelona, recibió el premio[21] "Liderazgo" ex aequo con la arquitecta italiana Benedetta Tagliabue.

- El sector privado español para la movilidad sostenible, agrupado en la "Plataforma de Empresas Para La Movilidad Sostenible[22]", ha concedido el Premio Internacional Especial 2021 a Carlos Moreno por el proyecto de la Ciudad de los 15 Minutos, propuesto por primera vez en París.

El City Diplomacy Lab de la Universidad de Columbia nombró a Carlos Moreno miembro de su consejo científico en enero de 2022. Esta iniciativa internacional creada en el seno de los Columbia Global Centers federa los esfuerzos científicos relativos al papel y la práctica de las ciudades en torno a las acciones diplomáticas y la cooperación transversal.
- En marzo de 2022, Carlos Moreno se convirtió en embajador del pabellón francés[26] del mayor encuentro ecológico, económico y cultural del mundo, Floriade, que tendrá lugar en los Países Bajos del 14 de abril al 9 de octubre de 2022 bajo el lema "Cultivar ciudades verdes".
- En el 72.º Congreso de la FIABCI (Federación Internacional de Promotores Inmobiliarios), celebrado en París del 7 al 10 de junio de 2022 bajo el lema "Construir vidas mejores", se entregaron cuatro premios "Pioneros mundiales para construir vidas mejores". Carlos Moreno fue el ganador en la categoría "en la tierra", junto al astronauta Thomas Pesquet, "en el espacio", el innovador suizo Bertrand Piccard, "en el aire" y el académico francés Jacques Rougerie, "bajo el agua".

- La organización internacional con sede en Washington, el Instituto de Recursos Mundiales, anunció el 29 de junio, en el Foro Urbano Mundial de Katowice, los cinco finalistas del "Premio WRI Ross Center para las ciudades" 2022. El concepto promovido por Carlos Moreno, la Ciudad de 15 Minutos, es uno de ellos, presentado en asociación entre la Cátedra de Emprendimiento, Territorio, Innovación (ETI) del IAE - Escuela de Negocios de la Sorbona de París (Universidad de París 1 Panthéon Sorbonne) y la ciudad de París.

## Libros
- La revolución de la proximidad (2023). ISBN 9788411482004